# Moulin de Mormoulins
Le moulin de Mormoulins est un moulin à eau situé sur l'Eure dans le hameau de Mormoulins de la commune française de Chaudon dans le département d'Eure-et-Loir en région Centre-Val de Loire. Il est inscrit au titre de monument historique depuis 2003.

## Aujourd'hui
En 1984, les propriétaires, Claudine et Philippe Bedou, font l'acquisition du moulin et entreprennent sa restauration : toiture, habitation, vieille tour dominant la retenue d'eau et bientôt la roue et son mécanisme.
Depuis 2020, de nouveaux propriétaires continuent la restauration du site. Le moulin de Mormoulins a été primé récemment[Quand ?] « Fondation du patrimoine et tourisme local ».[réf. nécessaire] Ce prix permettra la réparation et la rénovation des vannes principales et de la porte à bateau (écluse pour bateaux de halage) sur l'Eure, inscrites monument historique.

Le moulin de Mormoulins en 2014
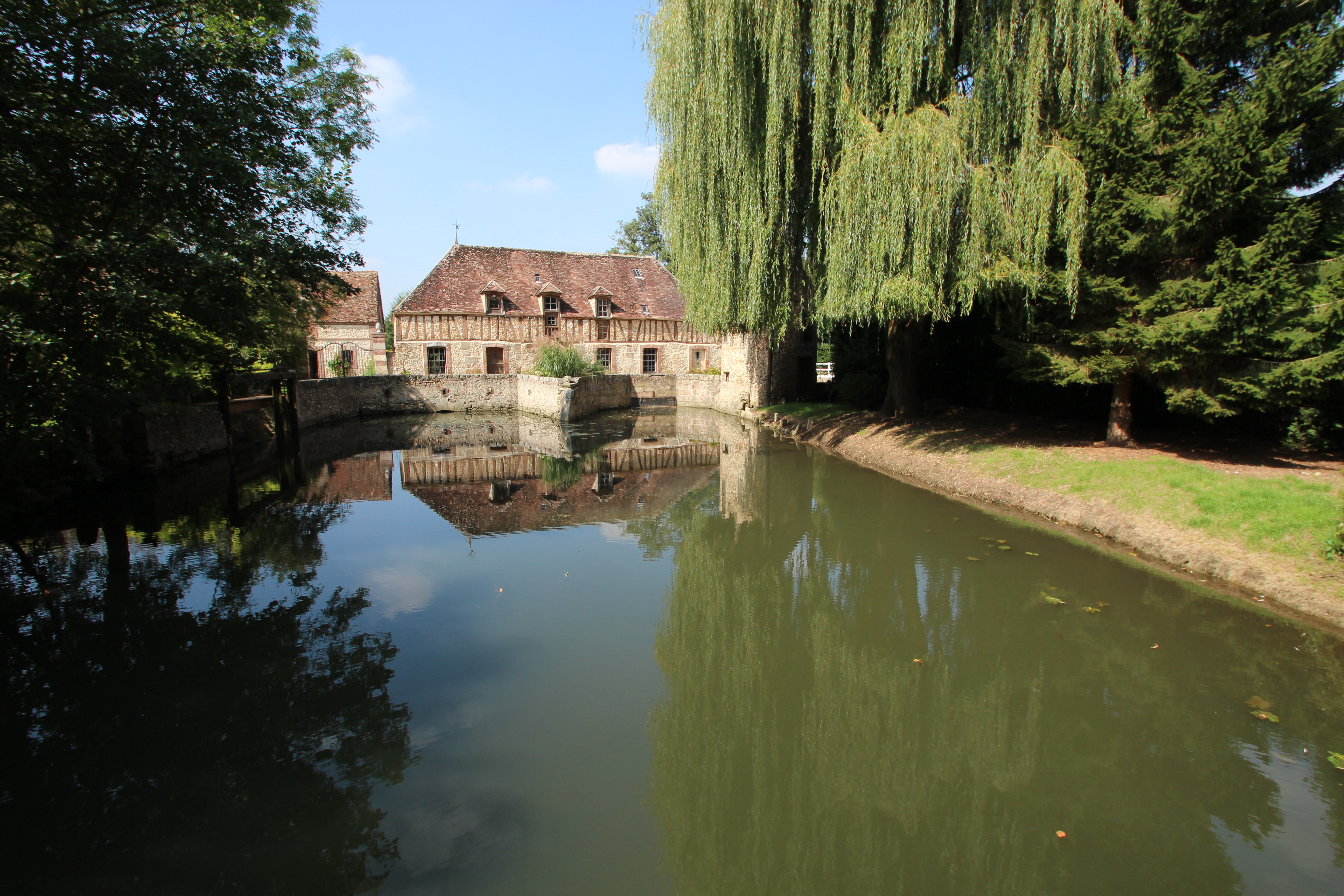
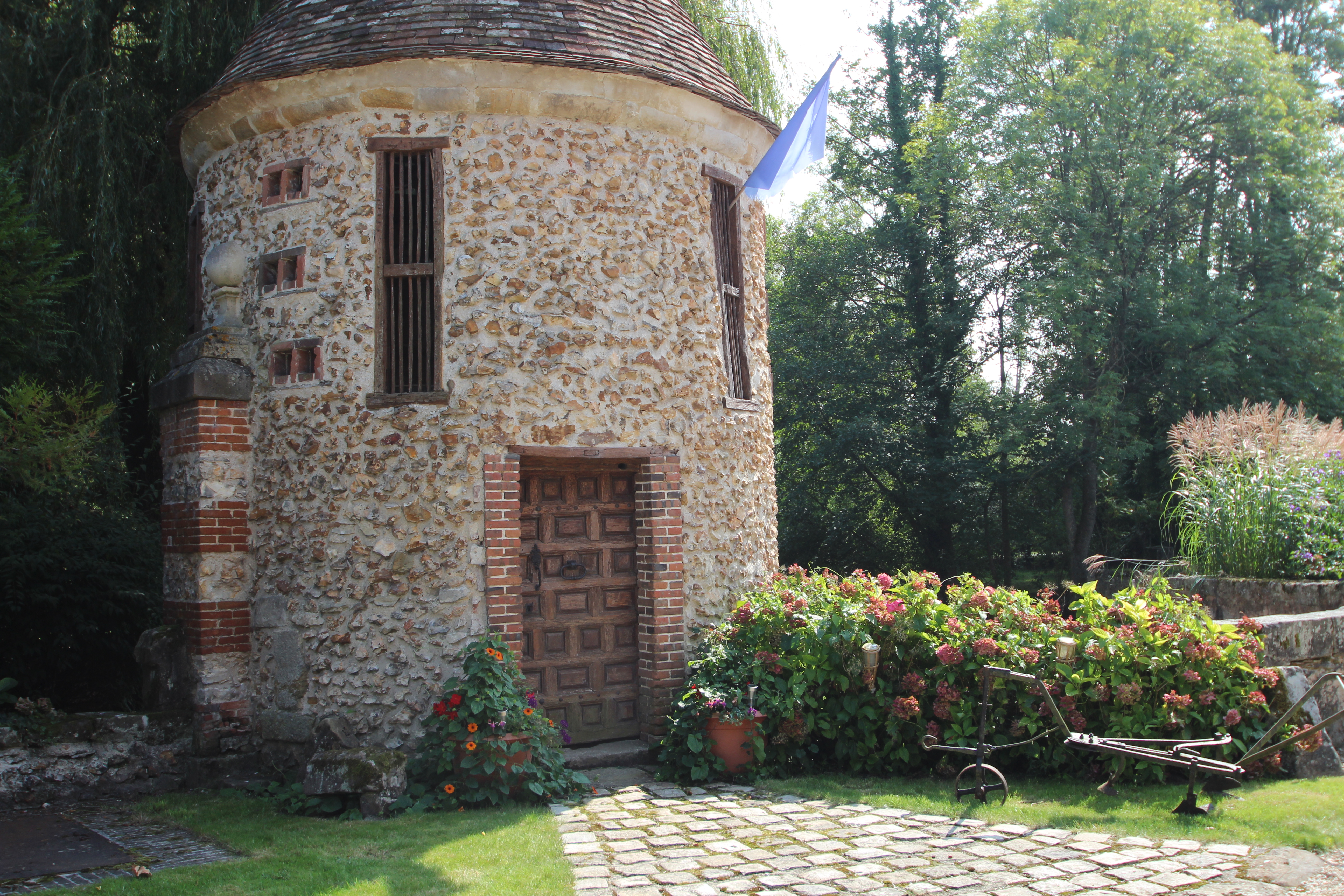
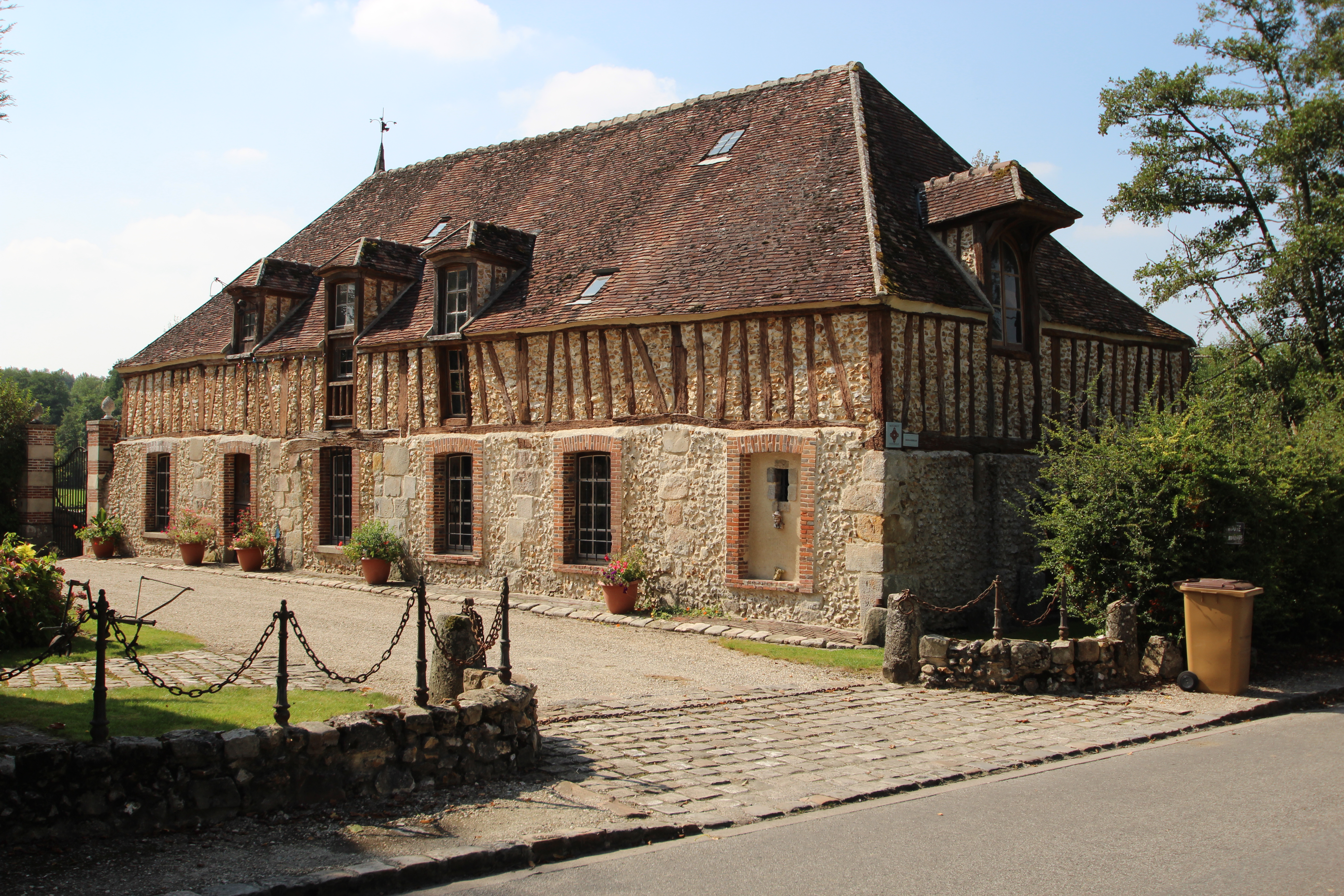